# Torsa
 (novembre 2016).
Si vous disposez d'ouvrages ou d'articles de référence ou si vous connaissez des sites web de qualité traitant du thème abordé ici, merci de compléter l'article en donnant les références utiles à sa vérifiabilité et en les liant à la section « Notes et références ».
Pour l’article homonyme, voir Torsa (rivière).
Torsa est une île du Royaume-Uni située à l'ouest de l'Écosse. Elle est séparée de l'île de Luing par un détroit se trouvant au sud-ouest. Elle mesure approximativement 1,5 km de long et 0,8 km de large. Il s'agit d'une île privée proposée à la location pour des vacances.